# Liste der Länderspiele der australischen Männer-Handballnationalmannschaft
Die Liste der Länderspiele der australischen Männer-Handballnationalmannschaft enthält – soweit bekannt – alle Länderspiele der australischen Männer-Nationalmannschaft im Hallenhandball.

## Liste der Spiele
| Datum         | Gegner                       | Ergebnis     | Spielort       | Wettbewerb                                      | Bemerkungen |
| ------------- | ---------------------------- | ------------ | -------------- | ----------------------------------------------- | --- |
| 17. Apr. 1987 | Nepal                        | 27:8 (13:4)  | Hongkong       | V. Internationales Hong Kong Einladungs-Turnier | [ 1 ] |
| 18. Apr. 1987 | Volksrepublik China          | 14:23 (6:11) | Hongkong       | V. Internationales Hong Kong Einladungs-Turnier | [ 1 ] |
| 19. Apr. 1987 | Südkorea                     | 18:31 (7:18) | Hongkong       | V. Internationales Hong Kong Einladungs-Turnier | [ 1 ] |
| 20. Mai 1994  | Luxemburg                    | 23:21        | Luxemburg      | Freundschaftsspiel                              | |
| 20. Aug. 1994 | Neuseeland                   | 36:12        | Canberra       | Ozeanienmeisterschaft und WM-Qualifikation      | |
| 21. Aug. 1994 | Neuseeland                   | 23:10        | Canberra       | Ozeanienmeisterschaft und WM-Qualifikation      | Gewinn der Ozeanienmeisterschaft                                                                                                  |
| 20. Dez. 1994 | Rumänien                     | 05:43        | Bukarest       | WM-Qualifikation                                | |
| 21. Dez. 1994 | Rumänien                     | 18:25        | Bukarest       | WM-Qualifikation                                | Australien verpasst die Weltmeisterschaft 1995                                                                                    |
| Juni 1995     | Belgien                      |              | Lüttich        | Freundschaftsspiel                              | |
| Juni 1995     | Belgien                      |              | Lüttich        | Freundschaftsspiel                              | |
| 9. Apr. 1996  | Island                       | 19:29        | Kumamoto       | Japan Cup                                       | [ 2 ] |
| Mai 1996      | Japan                        | 13:19        | Kumamoto       | Japan Cup                                       | |
| Mai 1996      | Vereinigte Staaten           | 16:26        | Kumamoto       | Japan Cup                                       | |
| Mai 1996      | Volksrepublik China          | 20:27        | Kumamoto       | Japan Cup                                       | |
| 8. Dez. 1996  | Neuseeland                   | 19:13        | Porirua        | Ozeanienmeisterschaft und WM-Qualifikation      | |
| 9. Dez. 1996  | Neuseeland                   | 29:20        | Porirua        | Ozeanienmeisterschaft und WM-Qualifikation      | Gewinn der Ozeanienmeisterschaft                                                                                                  |
| 31. Jan. 1997 | Litauen                      | 13:27        | Sydney         | WM-Qualifikation                                | |
| 2. Feb. 1997  | Litauen                      | 15:30        | Sydney         | WM-Qualifikation                                | Australien verpasst die Weltmeisterschaft 1997                                                                                    |
| Mai 1998      | Ungarn                       |              | Százhalombatta | Freundschaftsspiel                              | Status ungeklärt |
| Okt. 1998     | Japan                        |              | Nagoya         | Japan Cup                                       | |
| 1. Juni 1999  | Argentinien                  |              | Kairo          | Freundschaftsspiel                              | |
| 2. Juni 1999  | Frankreich                   | 15:32        | Port Said      | Weltmeisterschaft                               | |
| 3. Juni 1999  | BR Jugoslawien               | 22:40        | Port Said      | Weltmeisterschaft                               | |
| 4. Juni 1999  | Schweden                     | 17:49        | Port Said      | Weltmeisterschaft                               | |
| 6. Juni 1999  | Volksrepublik China          | 29:33        | Port Said      | Weltmeisterschaft                               | |
| 7. Juni 1999  | Südkorea                     | 18:38        | Port Said      | Weltmeisterschaft                               | Australien erreicht den 24. und letzten Platz                                                                                     |
| 11. Sep. 1999 | Schweden                     | 21:39        | Sydney         | Olympisches Vorbereitungsturnier                | |
| 12. Sep. 1999 | Japan                        | 21:23        | Sydney         | Olympisches Vorbereitungsturnier                | |
| 13. Sep. 1999 | Belarus                      | 25:37        | Sydney         | Olympisches Vorbereitungsturnier                | |
| 15. Mai 2000  | Saudi-Arabien                |              | Százhalombatta | Freundschaftsspiel                              | |
| 25. Mai 2000  | Ungarn                       | 20:40        | Százhalombatta | Freundschaftsspiel                              | |
| Sep. 2000     | Kuba                         |              | Sydney         | Freundschaftsspiel                              | |
| Sep. 2000     | Kuba                         |              | Sydney         | Freundschaftsspiel                              | |
| 16. Sep. 2000 | Schweden                     | 23:44        | Sydney         | Olympische Spiele                               | |
| 18. Sep. 2000 | Spanien                      | 23:39        | Sydney         | Olympische Spiele                               | |
| 20. Sep. 2000 | Slowenien                    | 20:33        | Sydney         | Olympische Spiele                               | |
| 22. Sep. 2000 | Tunesien                     | 24:34        | Sydney         | Olympische Spiele                               | |
| 24. Sep. 2000 | Frankreich                   | 16:28        | Sydney         | Olympische Spiele                               | |
| 26. Sep. 2000 | Kuba                         | 24:26        | Sydney         | Olympische Spiele                               | Australien erreicht den 12. und letzten Platz                                                                                     |
| Mai 2001      | Südkorea                     |              | Kyōto          | Japan Cup                                       | |
| Mai 2001      | Japan                        |              | Kyōto          | Japan Cup                                       | |
| Mai 2001      | Saudi-Arabien                |              | Kyōto          | Japan Cup                                       | |
| Mai 2001      | Volksrepublik China          |              | Kyōto          | Japan Cup                                       | |
| 21. Mai 2001  | Volksrepublik China          | 16:28        | Osaka          | Ostasienspiele                                  | |
| 22. Mai 2001  | Chinesisch Taipeh            | 18:29        | Osaka          | Ostasienspiele                                  | |
| 23. Mai 2001  | Südkorea                     | 16:36        | Osaka          | Ostasienspiele                                  | |
| 25. Mai 2001  | Japan                        | 10:26        | Osaka          | Ostasienspiele                                  | |
| 26. Mai 2001  | Hongkong                     | 40:17        | Osaka          | Ostasienspiele                                  | |
| Dez. 2001     | Volksrepublik China          |              | Hongkong       | Freundschaftsspiel                              | |
| Dez. 2001     | Chinesisch Taipeh            |              | Hongkong       | Freundschaftsspiel                              | |
| Dez. 2001     | Singapur                     |              | Hongkong       | Freundschaftsspiel                              | |
| 6. Juli 2002  | Cookinseln                   | 35:70        | Brisbane       | Ozeanienmeisterschaft und WM-Qualifikation      | |
| 7. Juli 2002  | Vanuatu                      | 51:14        | Brisbane       | Ozeanienmeisterschaft und WM-Qualifikation      | Gewinn der Ozeanienmeisterschaft                                                                                                  |
| 20. Jan. 2003 | Island                       | 15:55        | Viseu          | Weltmeisterschaft                               | |
| 21. Jan. 2003 | Deutschland                  | 16:46        | Viseu          | Weltmeisterschaft                               | |
| 23. Jan. 2003 | Katar                        | 23:28        | Viseu          | Weltmeisterschaft                               | |
| 25. Jan. 2003 | Grönland                     | 26:21        | Viseu          | Weltmeisterschaft                               | |
| 26. Jan. 2003 | Portugal                     | 20:42        | Viseu          | Weltmeisterschaft                               | Australien erreicht den 21. Platz unter 24 Teilnehmern                                                                            |
| 7. Juni 2004  | Neuseeland                   | 26:13        | Sydney         | Ozeanienmeisterschaft und WM-Qualifikation      | |
| 8. Juni 2004  | Cookinseln                   | 48:13        | Sydney         | Ozeanienmeisterschaft und WM-Qualifikation      | Gewinn der Ozeanienmeisterschaft                                                                                                  |
| 19. Jan. 2005 | Kuwait                       | 20:22        | Kairo          | Freundschaftsspiel                              | |
| 23. Jan. 2005 | Schweden                     | 16:49        | Sfax           | Weltmeisterschaft                               | |
| 24. Jan. 2005 | Spanien                      | 19:51        | Sfax           | Weltmeisterschaft                               | |
| 26. Jan. 2005 | Kroatien                     | 18:38        | Sfax           | Weltmeisterschaft                               | |
| 27. Jan. 2005 | Argentinien                  | 13:34        | Sfax           | Weltmeisterschaft                               | |
| 28. Jan. 2005 | Japan                        | 19:29        | Sfax           | Weltmeisterschaft                               | Australien erreicht den 24. und letzten Platz                                                                                     |
| 22. Mai 2006  | Neuseeland                   | 41:14        | Sydney         | Ozeanienmeisterschaft und WM-Qualifikation      | |
| 23. Mai 2006  | Cookinseln                   | 63:50        | Sydney         | Ozeanienmeisterschaft und WM-Qualifikation      | Gewinn der Ozeanienmeisterschaft                                                                                                  |
| 25. Mai 2006  | Neuseeland                   | 32:15        | Sydney         | Pacific Cup                                     | |
| 26. Mai 2006  | Cookinseln                   | 52:60        | Sydney         | Pacific Cup                                     | |
| 27. Mai 2006  | Neukaledonien                | 24:17        | Sydney         | Pacific Cup                                     | |
| 9. Jan. 2007  | Grönland                     | 25:34        | Rødding        | Freundschaftsspiel                              | |
| Jan. 2007     | Vereinigtes Königreich       | 37:14        | Rødding        | Freundschaftsspiel                              | |
| Jan. 2007     | Vereinigtes Königreich       | 33:15        | Rødding        | Freundschaftsspiel                              | |
| 13. Jan. 2007 | Irland                       | 35:19        | Rødding        | Freundschaftsspiel                              | |
| 20. Jan. 2007 | Island                       | 20:45        | Magdeburg      | Weltmeisterschaft                               | |
| 21. Jan. 2007 | Frankreich                   | 10:47        | Magdeburg      | Weltmeisterschaft                               | |
| 22. Jan. 2007 | Ukraine                      | 18:37        | Magdeburg      | Weltmeisterschaft                               | |
| 24. Jan. 2007 | Grönland                     | 25:34        | Halle (Westf.) | Weltmeisterschaft                               | |
| 27. Jan. 2007 | Brasilien                    | 23:30        | Dortmund       | Weltmeisterschaft                               | |
| 28. Jan. 2007 | Katar                        | 22:36        | Dortmund       | Weltmeisterschaft                               | Australien erreicht den 24. und letzten Platz                                                                                     |
| 7. Apr. 2008  | Neukaledonien                | 15:20        | Wellington     | Ozeanienmeisterschaft und WM-Qualifikation      | |
| 8. Apr. 2008  | Cookinseln                   | 32:11        | Wellington     | Ozeanienmeisterschaft und WM-Qualifikation      | |
| 10. Apr. 2008 | Neuseeland                   | 38:17        | Wellington     | Ozeanienmeisterschaft und WM-Qualifikation      | Australien gewinnt die Silbermedaille und qualifiziert sich für die Weltmeisterschaft, da Neukaledonien nicht startberechtigt ist |
| 17. Jan. 2009 | Ungarn                       | 17:41        | Osijek         | Weltmeisterschaft                               | |
| 18. Jan. 2009 | Slowakei                     | 12:47        | Osijek         | Weltmeisterschaft                               | |
| 19. Jan. 2009 | Frankreich                   | 11:42        | Osijek         | Weltmeisterschaft                               | |
| 21. Jan. 2009 | Rumänien                     | 20:40        | Osijek         | Weltmeisterschaft                               | |
| 22. Jan. 2009 | Argentinien                  | 16:36        | Osijek         | Weltmeisterschaft                               | |
| 24. Jan. 2009 | Spanien                      | 10:42        | Pula           | Weltmeisterschaft                               | |
| 25. Jan. 2009 | Kuba                         | 17:27        | Pula           | Weltmeisterschaft                               | |
| 26. Jan. 2009 | Kuwait                       | 24:27        | Pula           | Weltmeisterschaft                               | |
| 27. Jan. 2009 | Saudi-Arabien                | 19:23        | Pula           | Weltmeisterschaft                               | Australien erreicht den 24. und letzten Platz                                                                                     |
| 21. Apr. 2010 | Türkei                       | 17:37        | Çanakkale      | Tri Nations Tournament                          | |
| 22. Apr. 2010 | Türkei                       | 21:39        | Çanakkale      | Tri Nations Tournament                          | |
| 24. Apr. 2010 | Türkei                       | 18:30        | Çanakkale      | Tri Nations Tournament                          | |
| 8. Mai 2010   | Cookinseln                   | 41:13        | Porirua        | Ozeanienmeisterschaft und WM-Qualifikation      | |
| 8. Mai 2010   | Neuseeland                   | 30:17        | Porirua        | Ozeanienmeisterschaft und WM-Qualifikation      | |
| 9. Mai 2010   | Neuseeland                   | 30:16        | Porirua        | Ozeanienmeisterschaft und WM-Qualifikation      | |
| 10. Mai 2010  | Cookinseln                   | 46:70        | Porirua        | Ozeanienmeisterschaft und WM-Qualifikation      | Gewinn der Ozeanienmeisterschaft                                                                                                  |
| 14. Jan. 2011 | Dänemark                     | 12:47        | Malmö          | Weltmeisterschaft                               | |
| 16. Jan. 2011 | Serbien                      | 18:35        | Malmö          | Weltmeisterschaft                               | |
| 17. Jan. 2011 | Kroatien                     | 15:42        | Malmö          | Weltmeisterschaft                               | |
| 19. Jan. 2011 | Rumänien                     | 14:29        | Lund           | Weltmeisterschaft                               | |
| 20. Jan. 2011 | Algerien                     | 18:27        | Malmö          | Weltmeisterschaft                               | |
| 22. Jan. 2011 | Chile                        | 21:29        | Malmö          | Weltmeisterschaft                               | |
| 23. Jan. 2011 | Bahrain                      | 23:33        | Malmö          | Weltmeisterschaft                               | Australien erreicht den 24. und letzten Platz                                                                                     |
| 22. Juni 2012 | Neuseeland                   | 31:10        | Sydney         | Ozeanienmeisterschaft und WM-Qualifikation      | |
| 23. Juni 2012 | Neuseeland                   | 31:10        | Sydney         | Ozeanienmeisterschaft und WM-Qualifikation      | Gewinn der Ozeanienmeisterschaft                                                                                                  |
| 12. Jan. 2013 | Kroatien                     | 13:36        | Madrid         | Weltmeisterschaft                               | |
| 13. Jan. 2013 | Ungarn                       | 13:43        | Madrid         | Weltmeisterschaft                               | |
| 15. Jan. 2013 | Spanien                      | 11:51        | Madrid         | Weltmeisterschaft                               | |
| 17. Jan. 2013 | Algerien                     | 15:39        | Madrid         | Weltmeisterschaft                               | |
| 19. Jan. 2013 | Ägypten                      | 14:39        | Madrid         | Weltmeisterschaft                               | |
| 21. Jan. 2013 | Südkorea                     | 14:36        | Guadalajara    | Weltmeisterschaft                               | |
| 22. Jan. 2013 | Chile                        | 23:32        | Guadalajara    | Weltmeisterschaft                               | Australien erreicht den 24. und letzten Platz                                                                                     |
| 25. Apr. 2014 | Neuseeland                   | 22:18        | Auckland       | Ozeanienmeisterschaft und WM-Qualifikation      | |
| 26. Apr. 2014 | Neuseeland                   | 32:18        | Auckland       | Ozeanienmeisterschaft und WM-Qualifikation      | Gewinn der Ozeanienmeisterschaft, Startplatz für die Weltmeisterschaft im Juli 2014 aberkannt                                     |
| 20. Juni 2015 | Färöer                       | 34:34        | Pristina       | IHF Emerging Nations Championship               | |
| 21. Juni 2015 | Kosovo                       | 24:31        | Pristina       | IHF Emerging Nations Championship               | |
| 22. Juni 2015 | Armenien                     | 61:20        | Pristina       | IHF Emerging Nations Championship               | |
| 23. Juni 2015 | Albanien                     | 30:22        | Pristina       | IHF Emerging Nations Championship               | |
| 24. Juni 2015 | Vereinigtes Königreich       | 26:32        | Pristina       | IHF Emerging Nations Championship               | |
| 24. Juni 2015 | Bulgarien                    | 35:36        | Pristina       | IHF Emerging Nations Championship               | Australien erreicht den 12. Platz unter 16 Teilnehmern                                                                            |
| 15. Nov. 2015 | Volksrepublik China          | 24:29        | Doha           | Olympiaqualifikation                            | |
| 17. Nov. 2015 | Irak                         | 19:32        | Doha           | Olympiaqualifikation                            | |
| 19. Nov. 2015 | Südkorea                     | 16:35        | Doha           | Olympiaqualifikation                            | |
| 21. Nov. 2015 | Bahrain                      | 11:33        | Doha           | Olympiaqualifikation                            | |
| 25. Nov. 2015 | Usbekistan                   | 30:25        | Doha           | Olympiaqualifikation                            | |
| 26. Nov. 2015 | Oman                         | 24:30        | Doha           | Olympiaqualifikation                            | Australien verpasst die Olympischen Spiele 2016                                                                                   |
| 18. Jan. 2018 | Bahrain                      | 10:33        | Suwon          | Asienmeisterschaft und WM-Qualifikation         | |
| 19. Jan. 2018 | Oman                         | 19:33        | Suwon          | Asienmeisterschaft und WM-Qualifikation         | |
| 22. Jan. 2018 | Bangladesch                  | 35:22        | Suwon          | Asienmeisterschaft und WM-Qualifikation         | |
| 23. Jan. 2018 | Volksrepublik China          | 16:26        | Suwon          | Asienmeisterschaft und WM-Qualifikation         | |
| 26. Jan. 2018 | Indien                       | 27:24        | Suwon          | Asienmeisterschaft und WM-Qualifikation         | Australien erreicht den 11. Platz unter 14 Teilnehmern und verpasst die Weltmeisterschaft 2019                                    |
| 13. Jan. 2020 | Vereinigte Arabische Emirate | 17:33        | Kuwait         | Freundschaftsspiel                              | |
| 16. Jan. 2020 | Südkorea                     | 20:40        | Kuwait         | Asienmeisterschaft und WM-Qualifikation         | |
| 17. Jan. 2020 | Saudi-Arabien                | 15:37        | Kuwait         | Asienmeisterschaft und WM-Qualifikation         | |
| 21. Jan. 2020 | Iran                         | 26:31        | Kuwait         | Asienmeisterschaft und WM-Qualifikation         | |
| 23. Jan. 2020 | Volksrepublik China          | 25:28        | Kuwait         | Asienmeisterschaft und WM-Qualifikation         | |
| 25. Jan. 2020 | Neuseeland                   | 37:24        | Kuwait         | Asienmeisterschaft und WM-Qualifikation         | |
| 26. Jan. 2020 | Hongkong                     | 17:23        | Kuwait         | Asienmeisterschaft und WM-Qualifikation         | Australien erreicht den 12. Platz unter 13 Teilnehmern und verpasst die Weltmeisterschaft 2021                                    |